# Wuying (sockenhuvudort i Kina, Heilongjiang Sheng, lat 46,94, long 127,23)
Wuying (kinesiska: 五营, 五营乡) är en sockenhuvudort i Kina. Den ligger i provinsen Heilongjiang, i den nordöstra delen av landet, omkring 140 kilometer norr om provinshuvudstaden Harbin. Antalet invånare är 21 846. Befolkningen består av 10 664 kvinnor och 11 182 män. Barn under 15 år utgör 13,0 %, vuxna 15-64 år 80 %, och äldre över 65 år 5,0 %.
Runt Wuying är det tätbefolkat, med 297 invånare per kvadratkilometer. Närmaste större samhälle är Sifangtai, 18,7 km väster om Wuying. Trakten runt Wuying består till största delen av jordbruksmark.
Genomsnittlig årsnederbörd är 871 millimeter. Den regnigaste månaden är juli, med i genomsnitt 215 mm nederbörd, och den torraste är januari, med 9 mm nederbörd.